# Sarusuberi

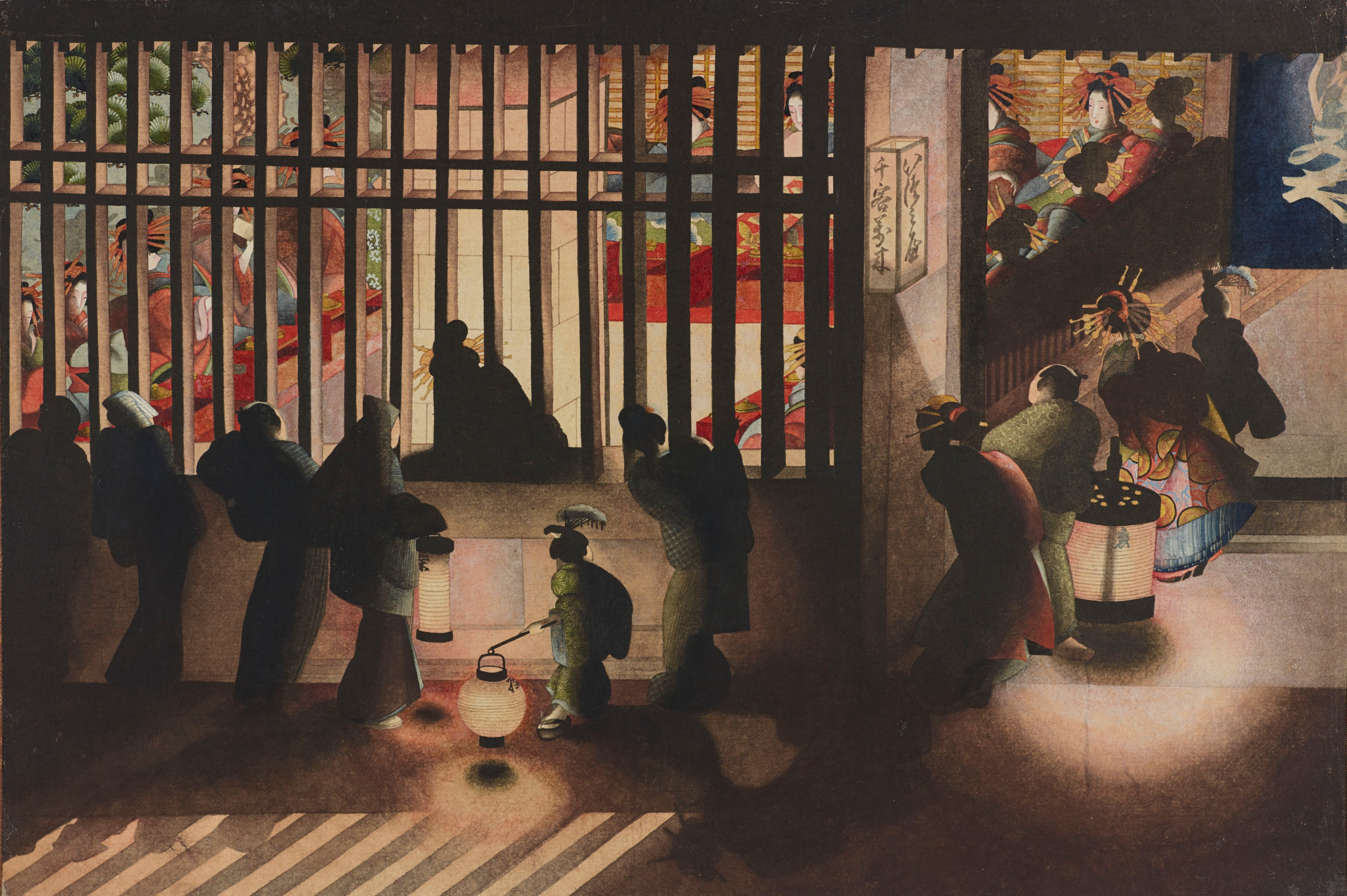
Nightscene in Yoshiwara (吉原格子先之図) von Katsushika Ōi, welches im Abspann erwähnt wurde

Sarusuberi (japanisch 百日紅) ist eine Manga-Reihe von Hinako Sugiura aus den Jahren 1983 bis 1987. Sie erzählt in einem historischen Drama die Geschichte von Katsushika Ōi (genannt Ō-Ei), welche im Schatten ihres Vaters Hokusai arbeitete. Die Anime-Verfilmung von Regisseur Keiichi Hara, die 2015 entstand, wurde als Miss Hokusai bekannt.
Während die Manga-Vorlage in drei Bänden einzelne Episoden erzählt, die nicht zwangsläufig miteinander Verbindung haben, folgt der Film Ō-Ei und ihrem Leben in Edo, während sie in dem Atelier ihres Vaters arbeitet.

## Handlung
Der Film beginnt in Edo im Jahre 1814, während der Edo-Episode. Ō-Ei ist eine von vier Töchtern des Malers Tetsuzo, welcher später bekannt wird als Hokusai. Der Film spielt zu der Zeit als Ō-Ei gerade erwachsen wird, während ihr Vater (um die fünfzig) im Lande bereits ein anerkannter Künstler ist. Das Atelier, in dem beide arbeiten, ist verrümpelt. Sie geht zu ihrer Mutter zum Essen, schläft aber im Atelier. Tetsuzo ist bekannt für seine malerischen Fertigkeiten, wie die Malerei des Großen Bodhidharma oder zweier Spatzen auf einem Reiskorn. Ō-Ei hat das Talent und die Ausdauer ihres Vaters. Oft malt sie an ihrem Tisch ohne ihre Werke zu signieren, um die Aufträge vollenden zu können. Sie bekommt für ihre Arbeit keine Anerkennung.
Der Film wechselt zwischen dem Leben Ō-Eis und ihrem Vater und den Künstlern, die zu Besuch kommen. Besonders Zenjirō Ikeda (Keisai Eisen), welcher später bekannt wurde für Bijin-ga und Kuninao Utagawa. Mehrere Szenen thematisieren Japanische Mythologie und Buddhismus in Japan.
Der Film behandelt auch die Beziehung zwischen Ō-Ei, Tetsuzo und Ō-Eis Halbschwester aus Tetsuzos erster Ehe. Sie war von Geburt an blind, doch ihr Vater besucht sie nie, da er Angst hat vor Tod und Krankheit. Ō-Ei dagegen kümmert sich um sie, nimmt sie mit zur Ryōgoku-Brücke, beschreibt ihr die Landschaft und zeigt ihr die Welt durch Fühlen, Hören und Sehen. Gleichzeitig bleibt Ō-Ei Single und hat auch kein Interesse an einer romantischen Beziehung. Ihr Vater gibt ihr Aufträge für erotische Shungas, die von den Kunden dann aber als kalt und gefühlslos bewertet werden.
Als die kleine Schwester von Ō-Ei krank wird, überredet sie den Vater, sie endlich zu besuchen. Er malt ihr sogar ein Bild eines Schutzgottes. Aber das kleine Mädchen erholt sich nicht wieder und stirbt. Ihre Seele besucht das Atelier in Form eines Windstoßes, der auf dem Fußboden eine Tsubaki-Blume zurücklässt, wie sie ihre ältere Schwester ihr eins gegeben hat.
Am Ende des Films erläutern eingeblendete Texte das weitere Schicksal der Hauptcharaktere. Tetsuzo, der zu Hokusai wurde, starb im Alter von 90 Jahren. Ō-Ei überlebte ihn und reiste viel umher, keiner weiß jedoch, wo sie starb.

## Medien

### Manga-Vorlage
Die Serie von Hinako Sugiura erschien von 1983 bis 1987 bei Jitsugyo no Nihon Sha in drei Bänden. Sie besteht aus unabhängigen Erzählungen, die nicht unbedingt miteinander in Verbindung zueinander stehen. Eine Neuauflage kam 1996 bei Chikuma Shobo Publishing heraus.

### Anime
Für die Verfilmung entschied sich Hara dafür, die Figur der Ō-Ei in den Mittelpunkt zu stellen, da sie auch im Verlaufe der Manga-Reihe an Bedeutung gewinnt. Der Charakter der Ō-Ei wird vom Regisseur Keiichi Hara als stellvertretend für die Künstlerin angesehen. In Zusammenarbeit mit dem Manuskriptverfasser Miho Maruo hat er in der Mitte und am Ende des Films Szenen hinzugefügt, die in den Büchern nicht vorkommen. Auch die Rolle der jüngeren Schwester wurde ausgebaut.
Der Film startete in Japan am 9. Mai 2015. Er gewann im selben Jahr den Asiagraph 2015 Tsumugi Prize von der Digital Content Expo. Während der Anime Limited wurde der Film am 10. Oktober 2015 in Großbritannien in Anwesenheit des Regisseurs gezeigt.

## Rezeption
Der Film bekam eine Bewertung von 93 % auf Rotten Tomatoes. Boyd van Hoeij vom The Hollywood Reporter nannte den Film „einen episodischen, aber extrem reichen Anime.“
Der Film gewann den Jury-Preis auf dem 39. Annecy International Animated Film Festival. Auf dem Fantasia International Film Festival bekam er drei Preise. Keiichi Hara gewann den Asiagraph 2015 Tsumugi Preis für den Film. Beim 19. Fantasia International Film Festival gewann er den Gold Audience Award für besten animierten Spielfilm, den Satoshi Kon Award für besten animierten Spielfilm und den Séquences Award für besten Asiatischen Spielfilm. Er gewann den Best Animation Film Award bei den 70. Mainichi Film Awards.